# Tjernobyl
Tjernobyl (ukrainsk: Чорнобиль [Tjornobyl], russisk: Чернобыль [Tjernobyl], engelsk: Chernobyl) er en næsten forladt spøgelsesby, der ligger ca 15 km syd for Tjernobyl-atomkraftværket, i det nordlige Ukraine tæt på grænsen til Hviderusland og byen Pripjat. Byen havde tidligere omkring 14.000 indbyggere, men blev i forbindelse med Tjernobylulykken evakueret. Enkelte personer valgte dog at vende tilbage til deres hjem i byen, og på trods af radioaktiviteten i området bor der stadig omkring 150 personer i byen.
Tjernobyl er det ukrainske navn for Artemisia vulgaris, også kaldt Gråbynke..

## Tjernobylulykken
Natten til den 26. april 1986 skete en stor kernekraftulykke på Tjernobyl-atomkraftværket. En dags tid efter ulykken påbegyndte man evakueringen af et område på 30 km i radius omkring Tjernobyl-værket, fordi radioaktiviteten var for høj. Tjernobyl, der kun ligger 15 km fra kraftværket, blev evakueret sammen med 187 andre byer og landsbyer. I dag er 30-kilometerzonen omkring kraftværket stadig erklæret for ubeboelig og livsfarlig, men et beskedent antal ukrainere bor dog stadig i zonen.
Ca. 13 km nordøst for byen, tæt på Tjernobyl-atomkraftværket var der en skov med en masse grantræer, der efter ulykken modtog så meget radioaktivitet, at de døde og nålene derfor blev helt røde. Skoven blev tidligere kaldt Gråbynke-skoven, men efter ulykken blev området populært kaldt for Den røde skov. I dag er det stadig et af de mest forurenede steder på jorden. Selvom man valgte at fælde skoven lige efter ulykken, så alle de døde træer blev begravet og nye grønne siden er vokset op, så har området bibeholdt navnet.
Enkelte rygter fortæller, at skoven glødede rødt om natten lige efter ulykken, der er dog ingen beviser på at dette skulle være sandt.